# Muara Bulian (plaats)
Muara Bulian is een bestuurslaag in het regentschap Batang Hari van de provincie Jambi, Indonesië. Muara Bulian telt 8282 inwoners (volkstelling 2010).